# Quốc kỳ Đức
Quốc kỳ Đức (tiếng Đức: Flagge Deutschlands) gồm ba dải ngang bằng hiển thị các màu quốc gia của Đức: đen, đỏ, vàng. Thiết kế này được thông qua làm quốc kỳ của nước Đức hiện đại vào năm 1919, thời Cộng hòa Weimar.
Cờ tam tài đen-đỏ-vàng xuất hiện lần đầu tiên vào đầu thế kỷ 19, và trở nên nổi bật trong các cuộc cách mạng năm 1848. Quốc hội Frankfurt đoản mệnh đề xuất cờ tam tài làm quốc kỳ cho một quốc gia Đức thống nhất và dân chủ. Khi Cộng hòa Weimar hình thành sau Chiến tranh thế giới thứ nhất, cờ tam tài được chấp thuận làm quốc kỳ của chính thể này. Sau Chiến tranh thế giới thứ hai, cờ tam tài được chỉ định làm quốc kỳ của cả Tây Đức và Đông Đức vào năm 1949. Quốc kỳ của hai quốc gia đồng nhất cho đến năm 1959, khi mà thiết kế quốc huy Đông Đức được đưa vào trong quốc kỳ Đông Đức. Từ khi Đức tái thống nhất vào năm 1990, cờ tam tài đen-đỏ-vàng trở thành quốc kỳ của nước Đức thống nhất.
Sau Chiến tranh Áo-Phổ năm 1866, Liên bang Bắc Đức do Phổ chi phối chấp thuận một cờ tam tài đen-trắng-đỏ làm quốc kỳ. Thiết kế này sau đó trở thành quốc kỳ của Đế quốc Đức, chính thể này được hình thành sau Thống nhất nước Đức năm 1871, và được sử dụng cho đến năm 1918. Ba màu đen-trắng- đỏ lại trở thành các màu quốc gia của Đức sau khi chính thể Đức Quốc xã hình thành vào năm 1933.
Các phương án phối màu đen-đỏ-vàng và đen-trắng-đỏ đóng một vai trò quan trọng trong lịch sử Đức và có các ý nghĩa khác nhau. Các màu của quốc kỳ hiện đại có liên kết với chế độ dân chủ cộng hòa được hình thành sau Chiến tranh thế giới thứ nhất, và đại diện cho tính thống nhất và tự do Đức: không chỉ là tự do của nước Đức, mà cũng là tự do cá nhân của nhân dân Đức.

## Các biến thể

### Cờ dân dụng
Quốc kỳ Đức hay Bundesflagge (liên bang kỳ), chỉ gồm có ba màu đen-đỏ-vàng, được đưa vào trong Hiến pháp Đức năm 1949. Sau khi tạo ra chính phủ kỳ và quân kỳ riêng biệt trong những năm sau, cờ tam tài trơn nay được sử dụng làm dân dụng kỳ và thương thuyền kỳ của Đức. Thiết kế này cũng được sử dụng bởi các cơ quan phi liên bang để thể hiện liên kết của họ với chính phủ liên bang, chẳng hạn như các cơ quan của các bang sử dụng quốc kỳ Đức cùng với bang kỳ của họ.

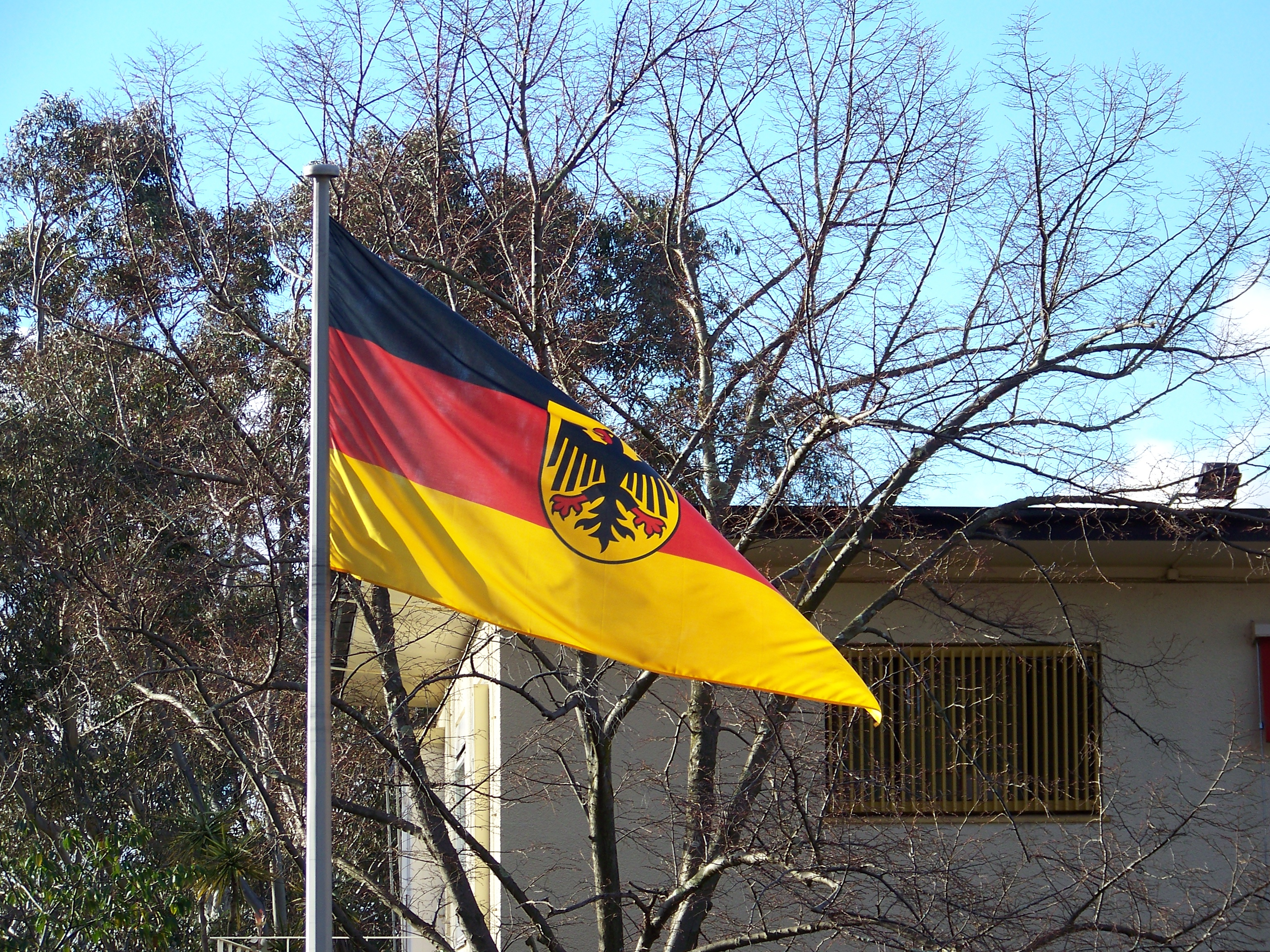
Bundesdienstflagge tại Đại sứ quán Đức tại Canberra, Úc

### Cờ dành cho các cơ quan Nhà nước

Dân dụng kỳ (dọc)

Chính phủ kỳ của Đức được gọi chính thức là Dienstflagge der Bundesbehörden (chính phủ kỳ của các cơ quan liên bang) hoặc gọi tắt là Bundesdienstflagge. Thiết kế này được giới thiệu vào năm 1950, với việc bổ sung biểu tượng Bundesschild vào giữa dân dụng kỳ, lấn thêm một phần năm các dải đen và vàng. Bundesschild là một biến thể của quốc huy Đức, với các khác biệt chính là minh họa đại bàng và hình dạng khiên: Bundesschild có đáy tròn, còn quốc huy tiêu chuẩn thì có đáy nhọn. Chỉ các cơ quan chính phủ mới có thể sử dụng chính phủ kỳ, và việc những người khác sử dụng nó là một hành vi phạm tội, bị phạt tiền. Tuy nhiên, việc sử dụng công khai các quốc kỳ tương tự như Bundesdienstflagge (chẳng hạn dùng quốc huy tiêu chuẩn thay cho Bundesschild) được dung thứ, và những quốc kỳ như vậy thỉnh thoảng vẫn xuất hiện trong các sự kiện thể thao quốc tế.

### Cờ treo dọc

Chính phủ kỳ (dọc)

Ngoài hình thức ngang thông thường, nhiều tòa nhà công cộng tại Đức sử dụng quốc kỳ dạng dọc. Hầu hết các tòa thị chính treo thị kỳ của họ cùng với quốc kỳ theo cách thức này; nhiều thị kỳ tại Đức chỉ tồn tại dưới dạng dọc. Tỷ lệ của các quốc kỳ dọc này không được chỉ định. Năm 1996, một thiết kế cho phiên bản dọc của chính phủ kỳ được tạo thành: Bundesschild được thể hiện tại trung tâm của quốc kỳ, lấn sang một phần năm của các dải đen và vàng. Khi treo dọc, dải đen nên ở bên trái, giống như hình minh họa. Khi treo trên cột cờ đứng, dải đen cần phải hướng về cột.

### Quân kỳ
Do quân đội Đức (Bundeswehr) là một cơ quan liên bang, Bundesdienstflagge cũng được sử dụng làm quân kỳ trên đất liền. Năm 1956, Dienstflagge der Seestreitkräfte der Bundeswehr (hiệu kỳ của Hải quân Đức) được đưa vào: Bundesdienstflagge bị cắt kiểu đuôi én.

## Thiết kế

Chi tiết kỹ thuật của quốc kỳ Đức.

Điều 22 của luật Cơ Bản nước Cộng hòa Liên bang Đức viết rằng: 
"Quốc kỳ liên bang sẽ có màu đen, đỏ, và vàng."
Các chi tiết kỹ thuật dưới đây cho chính phủ Đức định ra vào năm 1950, quốc kỳ có ba vạch với chiều rộng bằng nhau và tỷ lệ rộng và dài là 3:5; cờ tam tài được sử dụng thời nước Cộng hòa Weimar có tỷ lệ là 2:3.
Màu chính xác sử dụng trong quốc kỳ Đức không được định nghĩa chính thức vào thời điểm thông qua quốc kỳ và có thay đổi kể từ đó. Nội các liên bang đưa ra một thiết kế cho chính phủ Đức vào ngày 2 tháng 6 năm 1999, đây là thiết kế được sử dụng hiện nay với các sắc độ như sau:
| Mô hình màu      | Đen       | Đen            | Đỏ          | Đỏ               | vàng | vàng                |
| ---------------- | --------- | -------------- | ----------- | ---------------- | ---- | ------------------- |
| RAL              |           | 9005 Jet black |             | 3020 Traffic red |      | 1021 Cadmium yellow |
| HKS              | 0, 0, 0   | 5.0PB 3.0/12   | 6.0R 4.5/14 |                  |      |                     |
| CMYK             | 0.0.0.100 | 0.100.100.0    | 0.12.100.5  |                  |      |                     |
| Pantone          | Black     | 485            | 7405*       |                  |      |                     |
| hệ thập lục phân | #000000   | #FF0000        | #FFCC00     |                  |      |                     |
| hệ thập phân     | 0,0,0     | 255,0,0        | 255,204,0   |                  |      |                     |

*Giá trị được đưa ra ở đây là một sự thay thế cho một sự kết hợp phức tạp hơn: vàng (765 g), đỏ 032 (26 g), đen (11 g), Transp. trắng (198 g)
Khi Cộng hòa Weimar chọn cờ tam tài đen-đỏ-vàng làm quốc kỳ, hành động này bị những người bảo thủ, bảo hoàng, và cực hữu công kích, họ gọi các màu với những biệt danh hằn học như Schwarz–Rot–Gelb, Schwarz–Rot–Senf (Senf nghĩa là mù tạc) hay thậm chí là Schwarz–Rot–Scheiße (Scheiße nghĩa là phân). Khi Đức Quốc xã lên nắm quyền vào năm 1933, các màu đen-trắng-đỏ của nước Đức đế quốc trước năm 1918 được nhanh chóng tái sử dụng, và bộ máy tuyên truyền của họ tiếp tục làm mất thể diện Schwarz–Rot–Gold, sử dụng các thuật ngữ xúc phạm tương tự như những người bảo hoàng sử dụng trước đó. Ngày 16 tháng 11 năm 1959, Tòa án liên bang về tư pháp (Bundesgerichtshof) phán quyết rằng việc sử dụng "Schwarz–Rot–Gelb" và những thuật ngữ tương tự trải qua nhiều năm bị Quốc xã kích động, trở thành một sự phỉ báng hiểm độc chống lại các biểu tượng dân chủ quốc gia, và nay là một hành vi phạm tội.

## Ngày treo cờ
Sau sắc lệnh liên bang vào ngày 22 tháng 3 năm 2005, quốc kỳ cần phải được treo tại các tòa nhà công cộng trong những ngày sau đây.
| Ngày                           | Tên                                   | Lý do |
| ------------------------------ | ------------------------------------- | --- |
| 27 tháng 1                     | Ngày tưởng niệm Holocaust quốc tế     | Kỷ niệm ngày giải phóng trại tập trung Auschwitz, được Liên Hợp Quốc cử hành với tên gọi Ngày kỉ niệm Đại tàn sát quốc tế (treo cờ rủ) |
| 1 tháng 5                      | Ngày Quốc tế Lao động                 | Được thiết lập để các liên đoàn lao động Đức thị uy nhằm thúc đẩy phúc lợi của người lao động.                                         |
| 9 tháng 5                      | Ngày châu Âu                          | Kỉ niệm Tuyên bố Schuman, dẫn đến việc hình thành Liên minh châu Âu (1950)                                                             |
| 23 tháng 5                     | Ngày Hiến pháp                        | Kỉ niệm Hiến pháp Đức (1949) |
| 17 tháng 6                     | Kỉ niệm Nổi dậy năm 1953 tại Đông Đức | Kỉ niệm Nổi dậy năm 1953 tại Đông Đức                                                                                                  |
| 20 tháng 7                     | Kỉ niệm âm mưu 20 tháng 7             | Kỉ niệm âm mưu 20 tháng 7, nỗ lực ám sát bất thành Adolf Hitler của Claus von Stauffenberg (1944)                                      |
| 3 tháng 10                     | Ngày nước Đức thống nhất              | Kỉ niệm Tái thống nhất nước Đức (1990)                                                                                                 |
| Hai chủ nhật trước Mùa Vọng    | Quốc tang                             | Để tưởng niệm tất cả những người thiệt mạng trong thời chiến (treo cờ rủ)                                                              |
| Nguồn: Chính phủ Liên bang Đức |                                       | |

Những ngày bầu cử Quốc hội Đức Bundestag và Nghị viện châu Âu cũng là những ngày treo cờ tại một số bang, cùng với các ngày treo cờ cụ thể của riêng các bang. Bộ trưởng Nội vụ Liên bang có thể quyết định việc trưng bày công khai quốc kỳ nhằm đánh dấu các sự kiện khác, như bầu cử tổng thống hay treo rủ khi tưởng niệm một chính trị gia xuất chúng tử vong.

## Treo rủ
Khi treo cờ rủ, các quốc kỳ dạng dọc không bị hạ, thay vào đó một dải băng tang màu đen được gắn vào ở trên đỉnh cột cờ hoặc ở hai đầu xà ngang đỡ cờ, còn các quốc kỳ dạng ngang thông thường được hạ xuống 2/3 hoặc 1/2 cột cờ tính từ gốc cột cờ lên.

## Lịch sử

### Thời kỳ Trung cổ
Đế quốc La Mã Thần thánh tồn tại từ thế kỷ 10 đến năm 1806 song không có quốc kỳ, nhưng màu đen và vàng được sử dụng làm màu của Hoàng đế La Mã và được thể hiện trên hiệu kỳ hoàng đế: một con đại bàng màu đen trên một nền vàng. Kể từ sau cuối thế kỷ 13 hoặc đầu thế kỷ 14, các vuốt và mỏ của đại bàng có màu đỏ. Từ đầu thế kỷ 15, một đại bàng hai đầu được sử dụng.
Năm 1804, Napoléon Bonaparte tuyên bố thành lập Đệ nhất Đế quốc Pháp. Đáp lại, Hoàng đế La Mã Thần thánh Franz II tuyên bố lãnh địa của ông là Đế quốc Áo và trở thành Franz I của Áo. Quốc kỳ của Đế quốc Áo có màu đen và vàng, lấy từ hiệu kỳ của Hoàng đế La Mã Thần thánh.
Các màu đỏ và trắng cũng mang ý nghĩa trọng đại trong giai đoạn này. Khi Đế quốc La Mã Thần thánh tham gia Thập tự chinh, một quân kỳ được tung bay cùng với hiệu kỳ đen-vàng của hoàng đế. Hiệu kỳ này được gọi là "cờ Thánh George", có một thập tự trắng trên nền đỏ: ngược với quốc kỳ Anh và tương tự như quốc kỳ Đan Mạch. Màu đỏ và trắng cũng là những màu của Liên minh Hanse (thế kỷ 13–17). Các thương thuyền của Hanse được nhận dạng thông qua các cờ đuôi nheo đỏ-trắng của chúng, và hầu hết các thành thị Hanse lấy đỏ và trắng làm các màu đại diện cho thành thị của họ. Đỏ và trắng vẫn là các màu đại diện của nhiều thành thị từng thuộc Liên minh Hansde, như Hamburg và Bremen.

### Chiến tranh Napoléon
Đế quốc La Mã Thần thánh sụp đổ vào năm 1806, nhiều công tước và thân vương của đế quốc gia nhập Bang liên Rhein gồm các quốc gia phụ thuộc Napoléon. Các quốc gia này sử dụng quốc kỳ riêng của họ, còn liên bang thì không có quốc kỳ mà sử dụng quốc kỳ Pháp có màu lam-trắng-đỏ và Hiệu kỳ Hoàng đế của người bảo hộ là Napoléon.
Trong Các cuộc chiến tranh của Napoléon, cuộc đấu tranh của người Đức chống quân Pháp chiếm đóng được tượng trưng đáng kể thông qua các màu đen, đỏ, và vàng. Điều này phần lớn là do đồng phục của Quân đoàn Tự do Lützow, một đơn vị tình nguyện của Quân đội Phổ. Đồng phục của đơn vị này là màu đen với cổ áo màu đỏ cùng khuy màu vàng. Sự lựa chọn màu sắc này là dựa trên thực dụng, mặc dù nó cũng là một sự phổ biến các màu đen-đỏ-vàng cũ được sử dụng thời Đế quốc La Mã Thần thánh. Các quân nhân trong quân đoàn được yêu cầu cung cấp trang phục cho bản thân, và nhằm thể hiện một bề ngoài dồng dạng, cách dễ nhá là nhuộm đen toàn bộ trang phục. Các khuy màu vàng có thể kiếm được ở nhiều nơi, và các cờ đuôi nheo do thương kị binh trong quân đoàn sử dụng có màu đỏ và đen. Đương thời, các màu đại diện cho:
Ra khỏi bóng tối (đen) nô lệ nhờ các trận chiến đẫm máu (đỏ) để đến ánh sáng hoàng kim (vàng) của tự do.
Toàn bộ các thành viên trong đơn vị này đến từ khắp Đức và hầu hết là các sinh viên đại học và viện sĩ, Quân đoàn Tự do Lützow và những màu của họ trở nên nổi bật đáng kể đối với người Đức.

### Bang liên Đức
Đại hội Viên 1815-16 dẫn đến việc thành lập Bang liên Đức, đây là một liên minh lỏng lẻo của toàn bộ các quốc gia Đức còn lại sau các cuộc chiến tranh Napoléon. Liên minh được tạo thành nhằm thay thế cho Đế quốc La Mã Thần thánh, với Tổng thống là Franz I của Áo—Hoàng đế La Mã Thần thánh cuối cùng. Bang liên không có quốc kỳ riêng, song cờ tam tài đen-đỏ-vàng đôi khi được quy một cách sai lầm cho nó.
Trở về sau chiến tranh, các cựu chiến binh của Quân đoàn Tự do Lützow thành lập phường hội Urburschenschaft tại Jena vào tháng 6 năm 1815. Urburschenschaft Jena cuối cùng thông qua một hiệu kỳ với ba dải ngang bằng nhau màu đỏ, đen, và đỏ, với một nhánh sồi màu vàng chéo qua dải đen, theo các màu của đồng phục Quân đoàn Tự do. Do các sinh viên phục vụ trong Quân đoàn Tự do Lützow đến từ các quốc gia Đức khác nhau, ý tưởng về một quốc gia Đức thống nhất bắng đầu giành được đà trong Urburschenschaft và Burschenschaften tương tự, các cơ sở của những tổ chức này sau đó hình thành trên khắp bang liên. Ngày 18 tháng 10 năm 1817, nhân dịp kỷ niệm 4 năm trận Leipzig, hàng trăm thành viên phường hội và viện sĩ từ khắp các quốc gia trong bang liên tụ họp tại Wartburg thuộc Đại công quốc Sachsen-Weimar-Eisenach (nay thuộc Thüringen), kêu gọi một quốc gia Đức tự do và thống nhất. Hiệu kỳ vàng-đỏ-đen của Urburschenschaft Jena nổi bật trong Hội Wartburg và do đó các màu đen, đỏ, và vàng cuối cùng trở thành biểu tượng của khát vọng trong ngày hội về một quốc gia Đức thống nhất. Áo quyết tâm duy trì hiện trạng, do vậy ban hành các Sắc lệnh Carlsbad năm 1819 mà theo đó cấm toàn bộ các tổ chức sinh viên, chính thức đặt một dấu chấm hết cho Burschenschaften.
Đến tháng 5 năm 1832, khoảng 30.000 người tuần hành tại Hội Hambach ủng hộ tự do, thống nhất, và dân quyền. Các màu đen, đỏ, và vàng trở thành một biểu tượng có uy tín cao đối với phong trào tự do, dân chủ và cộng hòa trong các quốc gia Đức kể từ Hội Wartburg, và các hiệu kỳ mang những màu này được tung bay tập thể tại Hội Hambach. Trong khi các minh họa hiện đại cho thấy việc sử dụng nổi bật cờ tam tài vàng-đỏ-đen (nghịch đảo với quốc kỳ Đức hiện nay), song các hiệu kỳ còn lại từ sự kiện có màu đen-đỏ-vàng. Một ví dụ là Ur-Fahne, hiệu kỳ này được trưng trên lâu đài Hambach trong lễ hội: một cờ tam tài đen-đỏ-vàng với dải đỏ có câu viết Deutschlands Wiedergeburt (tái sinh của nước Đức). Hiệu kỳ này hiện được trưng thường xuyên tại lâu đài.

### Cách mạng và Quốc hội Frankfurt

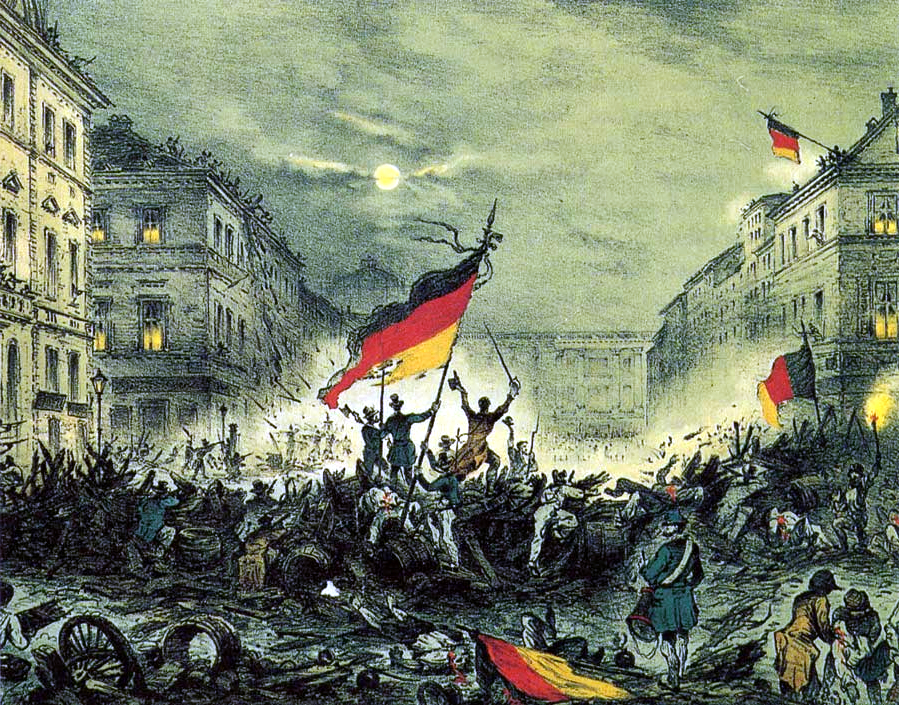
Những người cách mạng tại Berlin (tháng 3 năm 1848)

Trong các cuộc cách mạng tại các quốc gia Đức năm 1848, những người cách mạng xuống đường và nhiều người trong số họ vẫy cờ tam tài. Những đảng viên Tự do giành được quyền lực, và một quốc hội được dựng nên. Quốc hội Frankfurt tuyên bố đen-đỏ-vàng là các màu chính thức của Đức và thông qua một luật nói rằng thuyền kỳ dân dụng là cờ tam tài đen-đỏ-vàng.
Năm 1850, Quốc hội Frankfurt sụp đổ, và Bang liên Đức phục hồi dưới quyền chủ tịch của Áo, nước này đàn áp các động thái của Quốc hội Frankfurt, bao gồm cờ tam tài. Sau đó, vấn đề cấp bách nhất là có sáp nhập Áo vào bất kỳ quốc gia Đức nào trong tương lai hay không, do Áo có tình trạng là một đế quốc đa dân tộc nên làm phức tạp ước nguyện về một nước Đại Đức thống—giải pháp grossdeutsch. Ngoài ra còn có giải pháp kleindeutsch (Tiểu Đức) cho một nước Đức chỉ bao gồm các lãnh thổ Đức và loại trừ Áo. Tính nhị nguyên Phổ-Áo bên trong Bang liên cuối cùng dẫn đến Chiến tranh Áo-Phổ vào năm 1866. Trong chiến tranh, các quốc gia phương nam liên minh với Áo chấp thuận cờ tam tài đen-đỏ-vàng làm quốc kỳ của họ, và Quân đoàn Đức số 8 cũng mang băng tay đen-đỏ-vàng. Vương quốc Phổ cùng đồng minh là các quốc gia Đức phương bắc đánh bại Áo và mở đường cho giải pháp Tiểu Đức một vài năm sau đó.

### Bang liên Bắc Đức và Đế quốc Đức (1866–1918)
Sau khi Liên bang Đức giải thể, Phổ tạo thành thể chế kế thừa không chính thức của nó là Bang liên Bắc Đức vào năm 1866. Ngoài thành viên lớn nhất là Phổ, bang liên còn bao gồm 21 quốc gia Đức khác ở phương Bắc.
Khu vực hàng hải là khu vực đầu tiên nêu ra vấn đề bang liên mới thông qua quốc kỳ, và họ đề nghị nó có một bản sắc được công nhận quốc tế. Hầu như toàn bộ các thương thuyền quốc tế của bang liên có nguồn gốc từ Phổ hoặc ba thành bang Hanse là Bremen, Hamburg, và Lübeck. Dựa vào điều này, Bộ trưởng Bộ Thương nghiệp Hamburg là Adolf Soetbeer đề xuất tại Bremer Handelsblatt vào ngày 22 tháng 9 năm 1866 rằng bất kỳ quốc kỳ dự kiến nào cũng nên kết hợp các màu của Phổ (đen và trắng) cùng các màu của Hanse (đỏ và trắng). Vào năm sau, Hiến pháp Bang liên Bắc Đức được ban hành, một cờ tam tài đen-trắng-đỏ ngang được tuyên bố là dân dụng kỳ và chiến thuyền kỳ.
Quốc vương Wilhelm I của Phổ thỏa mãn với việc chọn màu: đỏ và trắng cũng tượng trưng cho Hầu quốc Brandenburg, một tuyển đế hầu quốc là tiền thân của Vương quốc Phổ. Việc không có màu vàng trong quốc kỳ cũng thể hiện rõ rằng quốc gia Đức này không bao gồm quân chủ quốc Áo "đen và vàng". Sau Chiến tranh Pháp-Phổ, các quốc gia Đức còn lại tại phương Nam liên kết với Bang liên Bắc Đức, dẫn tới Thống nhất nước Đức và quân chủ Phổ trở thành Hoàng đế của quốc gia mới này vào năm 1871. Trong hiến pháp của mình, Đế quốc Đức vẫn sử dụng đen, trắng, và đỏ làm các màu quốc gia của mình, với việc chính thức thông qua cờ tam tài của bang liên Bắc Đức khi trước làm quốc kỳ vào năm 1892. Cờ tam tài đen-trắng-đỏ vẫn là quốc kỳ của Đức cho đến khi Đế quốc Đức sụp đổ trong những ngày cuối cùng của Chiến tranh thế giới thứ nhất.

### Cộng hòa Weimar
Sau tuyên bố của nước Đức cộng hòa vào năm 1918 và giai đoạn cách mạng kế tiếp đó, chính thể được gọi là Cộng hòa Weimar được thành lập vào tháng 8 năm 1919. Để tạo thành một sự liên tục giữa phong trào chống chuyên quyền trong thế kỷ 19 và nước cộng hòa dân chủ mới, cờ tam tài đen-đỏ-vàng cũ được xác định là quốc kỳ Đức trong Hiến pháp Weimar vào năm 1919. Thuyền kỳ dân dụng là cờ tam tài đen-trắng-đỏ có thêm thiết kế cờ tam tài mới ở góc phía trên bên trái.
Sự thay đổi này không được nhiều người tại Đức hoan nghênh, họ nhìn nhận quốc kỳ mới là một biểu tượng của sự sỉ nhục sau thất bại của Đức trong Chiến tranh thế giới thứ nhất. Trong Phòng vệ quân (tiếng Đức: Reichswehr), các màu cũ vẫn tiếp tục được sử dụng dưới các hình thức khác nhau. Nhiều người bảo thủ muốn các màu cũ trở lại, trong khi những người bảo hoàng và cực hữu thì còn đề cập đến quốc kỳ với nhiều tên gọi xúc phạm. Năm 1922, quốc kỳ đen-trắng-đỏ cũ được tái sử dụng để đại diện cho các phái bộ ngoại giao của Đức tại ngoại quốc như một sự thỏa hiệp.
Các biểu tượng của nước Đức đế quốc trở thành các biểu tượng của những người quân chủ chủ nghĩa và dân tộc chủ nghĩa phản kháng và thường xuyên được các tổ chức của họ sử dụng. Nhiều chính đảng dân tộc chủ nghĩa trong thời kỳ Weimar—như Đảng Nhân dân Quốc gia Đức và Đảng Công nhân Đức Quốc gia Xã hội chủ nghĩa (Quốc xã) —sử dụng các màu tượng trưng cho đế quốc.
Ngày 24 tháng 2 năm 1924, tổ chức Reichsbanner Schwarz-Rot-Gold (tiếng Việt: Quốc kỳ Đen-Đỏ-Vàng) được thành lập tại Magdeburg bởi các đảng viên của Liên minh Weimar (Trung ương, DDP, SPD) và các công đoàn. Tổ chức này được hình thành nhằm bảo vệ chế độ dân chủ mỏng manh của Cộng hòa Weimar, vốn chịu áp lực liên tục từ cả cực hữu và cực tả. Thông qua tổ chức này, quốc kỳ đen-đỏ-vàng không chỉ là một biểu tượng của nước Đức dân chủ, mà cũng biểu tượng cho sự kháng cự chống lại chủ nghĩa cực đoan chính trị. Chủ tịch đầu tiên của tổ chức là Otto Hörsing tổng kết điều này qua việc mô tả công việc của họ là một "cuộc đấu tranh chống Chữ Vạn và Sao Đỏ".

### Đức Quốc Xã
Chế độ Quốc xã tại Đức được thành lập vào ngày 30 tháng 1 năm 1933, quốc kỳ đen-đỏ-vàng nhanh chóng bị loại bỏ; một quyết định vào ngày 12 thành 3 xác định hai quốc kỳ hợp pháp: đế quốc kỳ tam tài đen-trắng-đỏ tái lập và đảng kỳ của đảng Quốc xã.

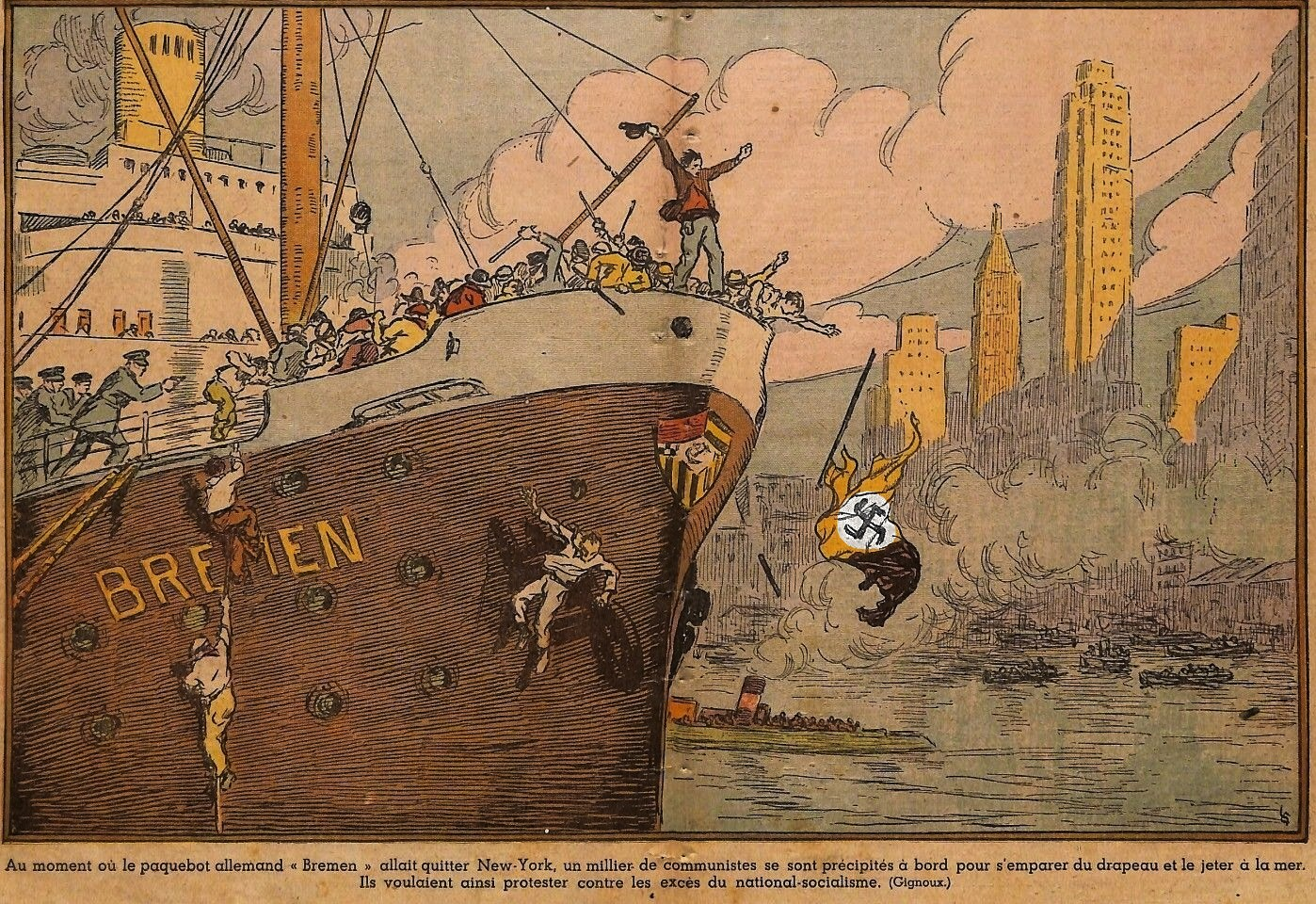
Hình minh họa mô tả những người biểu tình chống Đức Quốc xã tấn công Bremen cập cảng New York, Hoa Kỳ vào ngày 26 tháng 7 năm 1935

Ngày 15 tháng 9 năm 1935, một năm sau khi Tổng thống Paul von Hindenburg từ trần và Adolf Hitler được thăng làm nguyên thủ (Führer), tình trạng hai quốc kỳ kết thúc, đảng kỳ của đảng Quốc xã là quốc kỳ duy nhất của Đức. Một lý do có thể là "sự kiện Bremen" vào ngày 26 tháng 7 năm 1935, khi đó một nhóm người tuần hành tại New York xông lên tàu SS Bremen, giật đảng kỳ Quốc xã khỏi cột buồm treo cờ, và ném nó xuống sông Hudson. Khi đại sứ Đức kháng nghị, các quan chức Hoa Kỳ phản ứng rằng quốc kỳ Đức không bị làm tổn hại, chỉ có một biểu tượng chính đảng. Luật quốc kỳ mới được công bố vào đại hội đảng thường niên tại Nürnberg, tại đó Hermann Göring tuyên bố quốc kỳ đen-trắng-đỏ cũ dù được tôn kính song là biểu tượng của một thời đại quá khứ và có nguy cơ được "bọn phản động" sử dụng.
Thiết kế đảng kỳ Quốc xã được Adolf Hitler đề cử làm đảng kỳ vào giữa năm 1920: một hiệu kỳ với một nền đỏ, một đĩa trắng và một chữ Vạn đen ở giữa. Trong Mein Kampf (Phấn đấu của tôi), Adolf Hitler giải thích quá trình mà thiết kế đảng kỳ Quốc xã được tạo ra: Nó cần phải sử dụng các màu tương tự như của Đức đế quốc, bởi theo quan điểm của Hitler thì chúng là "các màu tôn kính diễn đạt lòng kính trọng của chúng ta với quá khứ huy hoàng và đã từng mang lại rất nhiều vinh quanh cho dân tộc Đức." Cơ quan tuyên truyền của Quốc xã giải thích ý nghĩa của đảng kỳ: màu đỏ tượng trưng cho xã hội, màu trắng tượng trưng cho tư duy quốc gia của phong trào và chữ Vạn tượng trưng cho chiến thắng của nhân dân Arya trước dân Do Thái. Albert Speer viết trong hồi kỳ của ông rằng "trong chỉ hai thiết kế khác mà ông (Adolf Hitler) thể hiện sự quan tâm giống như đối với nhà Obersalzberg: đó là quân kỳ quốc gia và hiệu kỳ nguyên thủ quốc gia của ông".
Một phiên bản quốc kỳ chữ Vạn có đĩa lệch tâm được sử dụng làm thuyền kỳ dân dụng trên các thuyền dân dụng đăng ký tại Đức, và được sử dụng như hàng hải kỳ trên các chiến hạm của Kriegsmarine (Hải quân Đức).
Đến cuối Chiến tranh thế giới thứ hai, luật đầu tiên mà Hội đồng Đồng Minh quản chế ban hành là bãi bỏ toàn bộ các biểu tượng Quốc xã và hủy bỏ toàn bộ các luật liên quan. Kể từ đó, việc sở hữu quốc kỳ chữ Vạn bị cấm tại nhiều quốc gia phương Tây, việc nhập khẩu hay trưng bày nó bị cấm, đặc biệt là tại Đức.

### Thời kỳ hậu chiến (1945–49)
Sau khi Đức chiến bại trong Chiến tranh thế giới thứ hai, quốc gia bị đặt dưới sự quản chế của Đồng Minh. Mặc dù không có chính phủ quốc gia Đức và không có quốc kỳ Đức, các tàu của Đức cần phải đáp ứng yêu cầu của luật quốc tế là có một thuyền kỳ quốc gia. Hội đồng chỉ định cờ hiệu đuôi nheo quốc tế Charlie (đại diện cho chữ C) có cắt hình đuôi én ở cuối làm thuyền kỳ quốc gia tạm thời của Đức, nó được gọi là (tiếng Đức: C-Doppelstander).
Ở phía tây đường Oder–Neisse, các bang của Đức được tái tổ chức dựa theo các ranh giới khu vực chiếm đóng, và các chính phủ bang mới được thành lập. Trong khu vực Hoa Kỳ chiếm đóng, nửa phía bắc của các bang cũ Württemberg và Baden được hợp nhất thành Württemberg-Baden vào năm 1946. Württemberg-Baden nhận cờ tam tài đen-đỏ-vàng làm bang kỳ. Việc lựa chọn các màu này không dựa trên việc sử dụng cờ tam tài trong lịch sử, mà chỉ đơn giản là thêm màu vàng vào hai màu đen và đỏ của Württemberg.
Hai bang khác được hình thành sau chiến tranh là Rheinland-Pfalz (khu vực Pháp chiếm đóng) và Niedersachsen (khu vực Anh chiếm đóng), chọn sử dụng cờ tam tài đen-đỏ-vàng làm bang kỳ của họ, song thêm huy hiệu của bang. Hai bang này được tạo thành từ các bộ phận của những bang cũ khác, và không màu sự phối màu nào từ các bang kỳ trước đó được chấp thuận làm bang kỳ mới. Điều này dẫn đến việc sử dụng cờ tam tài đen-đỏ-vàng vì hai lý do: các màu không liên quan đặc biệt đến bất kể bang nào trong số các bang trước đó, và việc sử dụng quốc kỳ cũ từ thời Cộng hòa Weimar có dụng ý là một biểu tượng cho nền dân chủ mới.

### Đức phân chia (1949–90)
Ba nước Đồng Minh phương Tây họp vào tháng 3 năm 1948 để hợp nhất các khu vực chiếm đóng của họ, tạo tiền đề cho việc hình thành Cộng hòa Liên bang Đức, hay Tây Đức. Trong khi đó, khu vực do Liên Xô chiếm đóng ở phía đông trở thành Cộng hòa Dân chủ Đức, hay Đông Đức. Trong quá trình chuẩn bị hiến pháp mới cho Tây Đức, các cuộc thảo luận về những biểu tượng quốc gia được tiến hành vào tháng 8 năm 1948 tại Herrenchiemsee. Mặc dù có sự phản đối về việc tạo ra một quốc kỳ trước khi tái thống nhất với miền đông, song công việc vẫn được tiến hành. Quyết định này chủ yếu được thúc đẩy do SED ở miền đông đề xuất hiến pháp vào tháng 11 năm 1946, trong đó đen-đỏ-vàng được đề xuất là các màu của một nước Đức cộng hòa trong tương lai.
Có các đề xuất về quốc kỳ mới cho Tây Đức, và lựa chọn cuối cùng là giữa hai thiết kế, cả hai đều dùng màu đen-đỏ-vàng. Những đảng viên Xã hội Dân chủ đề xuất tái sử dụng quốc kỳ Weimar cũ, trong khi các đảng bảo thủ như CDU/CSU và đảng nước Đức đề xuất một đề nghị của một thành viên nghị hội (tiếng Đức: Parlamentarischer Rat) là Ernst Wirmer cùng cố vấn thủ tướng sau này là Konrad Adenauer. Wirmer đề nghị một biến thể của quốc kỳ "kháng cự" năm 1944 (sử dụng phối màu đen-đỏ-vàng trong một mô hình chữ thập Bắc Âu) do anh trai ông là Josef Wirmer thiết kế (Josef tham gia âm mưu 20 tháng 7). Cờ tam tài cuối cùng được lựa chọn, phần lớn là nhằm minh họa cho tính liên tục giữa Cộng hòa Weimar và quốc gia Đức mới này. Cùng với việc ban hành hiến pháp (Tây) Đức vào ngày 23 tháng 5 năm 1949, cờ tam tài đen-đỏ-vàng được thông qua làm quốc kỳ Cộng hòa Liên bang Đức.
Năm 1955, các cư dân Lãnh thổ Saar bảo hộ do Pháp quản lý bỏ phiếu ủng hộ gia nhập Tây Đức. Kể từ khi trở thành một lãnh thổ bảo hộ riêng của Pháp vào năm 1947, Saar chọn quốc kỳ có chữ thập Bắc Âu màu trắng trên một nền xanh và đỏ. Đến ngày 9 tháng 7 năm 1956, Saar chọn quốc kỳ mới là cờ tam tài đen-đỏ-vàng có quốc huy mới nằm trên. Thiết kế này có hiệu lực vào ngày 1 tháng 1 năm 1957, khi Saarland được thành lập với vị thế là một bang của Tây Đức.
Việc sử dụng các màu đen-đỏ-vàng được đề nghị tại khu vực Liên Xô chiếm đóng vào năm 1946, song đến năm 1948 thì Quốc dân Đại hội thứ nhì quyết định thông qua cờ tam tài đen-trắng-đỏ cũ làm quốc kỳ của Đông Đức. Sự lựa chọn này dựa trên việc sử dụng các màu của Ủy ban Quốc gia về một nước Đức Tự do, một tổ chức chống Quốc xã của Đức từng hoạt động tại Liên Xô trong hai năm cuối của thế chiến. Năm 1949, sau một đề nghị từ Friedrich Ebert (1894-1979), cờ tam tài đen-đỏ-vàng được lựa chọn làm quốc kỳ của Cộng hòa Dân chủ Đức khi quốc gia này hình thành vào ngày 7 tháng 10 năm 1949. Từ năm 1949 đến năm 1959, quốc kỳ Tây Đức và quốc kỳ Đông Đức là đồng nhất. Ngày 1 tháng 10 năm 1959, chính phủ Đông Đức sửa đổi quốc kỳ của họ bằng cách thêm quốc huy lên. Tại Tây Đức, những sửa đổi này được nhìn nhận là một nỗ lực có tính toán nhằm phân chia hai nước Đức. Việc trưng bày quốc kỳ này tại Tây Đức và Tây Berlin—nơi nó bị gọi là Spalterflagge (tiếng Việt: Quốc kỳ phân chia)—được nhìn nhận là vi hiến và sau đó bị cấm cho đến cuối thập niên 1960.
Từ năm 1956 đến năm 1964, các đoàn Tây Đức và Đông Đức hợp thành một đội duy nhất tham gia Thế vận hội Mùa đông và Mùa hè. Sau khi quốc kỳ Đông Đức được sửa đổi vào năm 1959, không quốc gia nào chấp thuận quốc kỳ của phía bên kia. Thông qua thỏa hiệp, một quốc kỳ mới được Đội tuyển Thống nhất của Đức sử dụng từ năm 1960 đến năm 1964, có các vòng tròn Olympic màu trắng trên cờ tam tài đen-đỏ-vàng. Đến năm 1968 thì các đội của Tây Đức và Đông Đức tham gia riêng rẽ, song đều sử dụng quốc kỳ Olympic Đức. Từ năm 1972 đến năm 1988, các đội Tây Đức và Đông Đức sử dụng quốc kỳ của họ.

### 1990–nay
Sau khi bức tường Berlin sụp đổ vào tháng 11 năm 1989, nhiều người Đông Đức cắt quốc huy Đông Đức khỏi quốc kỳ, lấy cảm hứng từ việc người România hành động như vậy khi chế độ Nicolae Ceauşescu sụp đổ. Hành động loại bỏ quốc huy khỏi quốc kỳ Đông Đức là phổ biến, ngụ ý cờ tam tài đen-đỏ-vàng trơn là biểu tượng cho một nước Đức thống nhất và dân chủ. Cuối cùng, vào ngày 3 tháng 10 năm 1990, khi các lãnh thổ của Cộng hòa Dân chủ Đức được tiếp nhận vào Cộng hòa Liên bang Đức, cờ tam tài đen-đỏ-vàng trở thành quốc kỳ nước Đức thống nhất. Năm 1998, Tổ chức Liên bang về tái đánh giá chế độ độc tài Cộng hòa Dân chủ Đức được thành lập, biểu trưng của tổ chức là phiên bản quốc kỳ Đông Đức bị cắt bỏ quốc huy.